# Valuntavlan
Valuntavlan (kroatiska: Valunska ploča) är ett fornminne från orten Valun på ön Cres i Kroatien. Fornminnet, en stentavla daterad till omkring 1000-talet, har inskriptioner skrivna med både latinsk och glagolitisk skrift vilket precis som i fallet med Plomintavlan vittnar om en tidig kulturell parallellism mellan två kulturella strömningar i det kroatiska kustlandet: den romerska och slaviska (kroatiska). Valuntavlan är en av de äldsta epigrafiska minnesmärkena i Kroatien.

## Historik
Valuntavlan är uppkallad efter orten Valun på Cres i vars närhet den hittades. Stentavlan, ursprungligen en gravsten, hittades på Sankt Markus-kyrkans (Crkva Svetog Marka) kyrkogård och är sedan år 1912 inmurad i väggen på kyrkans sakristia.

## Inskriptionen

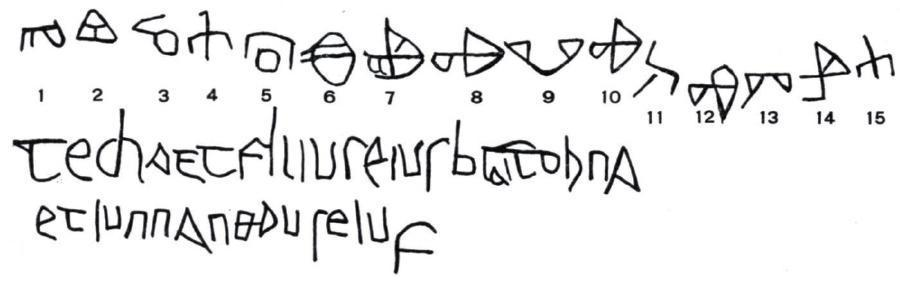
Valuntavlans glagolitiska och latinska inskriptioner.

Inskriptionen på Valuntavlan är skrivna med det glagolitiska och latinska alfabetet. Av texten går att tyda att tre generationer av en lokal familj vilar i frid under gravstenen:  mormodern Teha, sonen Bratohna och sonsonen Juna. Namnen är äldre slaviska (kroatiska) dopnamn. Den latinska inskriptionen lyder:
TECHNA ET FILIUS EIUS BRATOHNA
ET IUNNA NEPUS EIUS

### Fotnoter
1. 1 2 3  Enciklopedija.hr (kroatiska)
2. 1 2  Hrvatskijezik.eu Arkiverad 16 februari 2014 hämtat från the Wayback Machine. (kroatiska)